# (90482) Orcus
Pour la divinité romaine, voir Orcus (mythologie).
(90482) Orcus (désignation provisoire 2004 DW) est un objet transneptunien situé dans la ceinture de Kuiper et découvert le 17 février 2004 par Michael E. Brown, Chadwick Trujillo et David L. Rabinowitz.
Il a un diamètre de 910 km et possède une grande lune faisant 400 km de diamètre, Vanth. La surface d'Orcus est relativement brillante avec un albédo atteignant 23 %, de couleur neutre et riche en glace d'eau. La glace est principalement sous forme cristalline, ce qui peut être lié à une activité cryovolcanique passée. D'autres composés organiques comme le méthane ou l'ammoniac peuvent également être présents à sa surface.
Orcus est un plutino, un objet trans-neptunien en résonance orbitale 3:2 avec la planète géante Neptune, faisant deux révolutions autour du Soleil lorsque Neptune en fait trois. La phase de son orbite est l'inverse de celle de Pluton : Orcus est proche de son aphélie (passé en 2019) tandis que Pluton est plus proche de son périhélie (passé en 1989). Orcus est le plus grand plutino connu après Pluton lui-même. Le périhélie de l'orbite d'Orcus est à environ 120° de celui de Pluton, tandis que les excentricités et les inclinaisons sont similaires.
En raison de ces similitudes et contrastes, ainsi que de sa grande lune Vanth qui rappelle la grande lune Charon de Pluton, Orcus est parfois surnommé « l'anti-Pluton ». Cela est pris en compte lors du choix de son nom, car la divinité Orcus est un équivalent dans les mythologies romaine et étrusque du Pluton grec.

## Historique

### Découverte

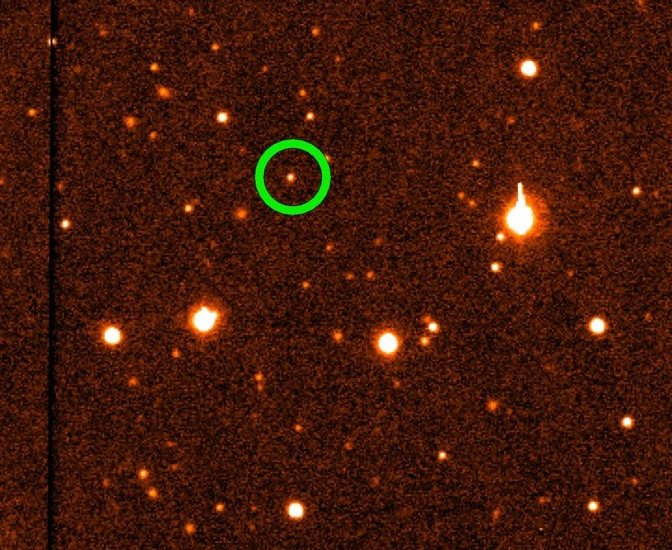
Image de découverte d'Orcus, prise en 2004.

Orcus est découvert le 17 février 2004 par les astronomes américains Michael Brown de Caltech, Chad Trujillo de l'observatoire Gemini et David Rabinowitz de l'Université de Yale. Des images de pré-découverte prises par l'observatoire Palomar dès le 8 novembre 1951 ont ensuite été obtenues grâce au Digitized Sky Survey.

### Dénomination
Selon la convention de dénomination de l'Union astronomique internationale (UAI), les plutinos — objets en résonance orbitale 2:3 avec Neptune — sont nommés d'après des figures mythologiques associées au monde souterrain.
Orcus est nommé d'après l'un des dieux romains des enfers, Orcus. Alors que dans la mythologie romaine Pluton est le souverain des enfers, Orcus est le punisseur des condamnés et le punisseur des serments brisés, tiré de la mythologie étrusque. Le nom est également une référence privée à l'homonyme l'île Orcas, où la femme de Michael E. Brown avait vécu enfant et qu'ils visitaient fréquemment. Le nom est publié par le Centre des planètes mineures le 26 novembre 2004 dans la Minor Planet Circulars 53 139.
Le 30 mars 2005, la lune d'Orcus, Vanth, est nommée d'après un démon féminin ailé, Vanth, vivant dans les enfers étrusques. Elle pouvait être présente au moment de la mort et agissait fréquemment comme un psychopompe, un guide du défunt vers les enfers,. Le nom est publié par le Centre des planètes mineures le 30 mars 2010 dans la Minor Planet Circulars 69147.
Les symboles astronomiques étant déconseillés par l'Union astronomique internationale, Orcus n'a jamais reçu de symbole dans la littérature astronomique.

## Caractéristiques orbitales

### Orbite
Orcus est un objet en résonance 2:3 avec celle de Neptune, comme c'est aussi le cas de Pluton ; ils appartiennent ainsi à la même catégorie des plutinos,. Sa période orbitale est de 245 ans et son orbite est modérément inclinée à 20,6 degrés par rapport à l'écliptique. Bien qu’il s'approche périodiquement de l’orbite de Neptune, la résonance maintient une séparation angulaire de plus de 60 degrés entre les deux objets. Sur une période simulée de 14 000 ans, Orcus reste toujours à plus de 18 UA de Neptune.
Orcus suit une orbite similaire à celle de Pluton, mais elles sont pratiquement le miroir l’une de l’autre, leurs périhélies étant tous deux au-dessus de l’écliptique et à l’intérieur de l’orbite de Neptune, mais en des points presque opposés de celle-ci. Les positions de Pluton et d’Orcus sur leur orbite respective sont aussi presque à l’opposé : Pluton a atteint son périhélie en septembre 1989, tandis que Orcus a atteint son aphélie en janvier 2019. De l’observation de ces caractéristiques, le terme de « anti-Pluton » a été imaginé pour qualifier ou désigner Orcus,.
Orcus se situe dans les années 2020 à environ 47 UA du Soleil et arrivera à son périhélie vers 2142. Les simulations du Deep Ecliptic Survey montrent qu'au cours des 10 millions d'années à venir, Orcus devrait avoir un périhélie minimum (q min) de 27,8 UA.

### Rotation
La période de rotation d'Orcus est incertaine, car différents levés photométriques ont produit des résultats différents. Certains montrent des variations de faible amplitude avec des périodes allant de 7 à 21 heures, alors que d'autres ne montrent aucune variabilité. L'axe de rotation d'Orcus coïncide probablement avec l'axe orbital de sa lune, Vanth. Cela signifie qu'Orcus présente actuellement un de ses pôles vers la Terre, ce qui pourrait expliquer la quasi-absence de toute modulation de sa luminosité,. L'astronome José Luis Ortiz et ses collègues ont dérivé une période de rotation possible d'environ 10,5 heures, en supposant qu'Orcus ne soit pas en rotation synchrone avec Vanth. Si, cependant, il y a un verrouillage par effet de marées avec le satellite, la période de rotation coïnciderait avec la période orbitale de 9,7 jours de Vanth.

## Caractéristiques physiques

### Taille et magnitude

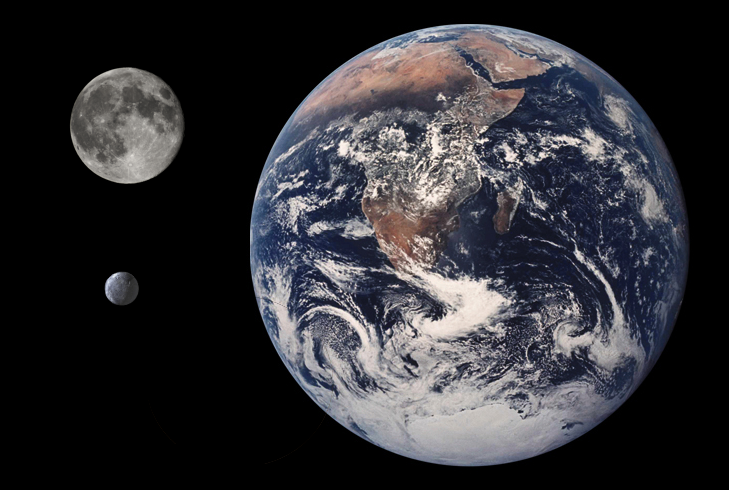
Orcus comparé à la Terre et à la Lune.

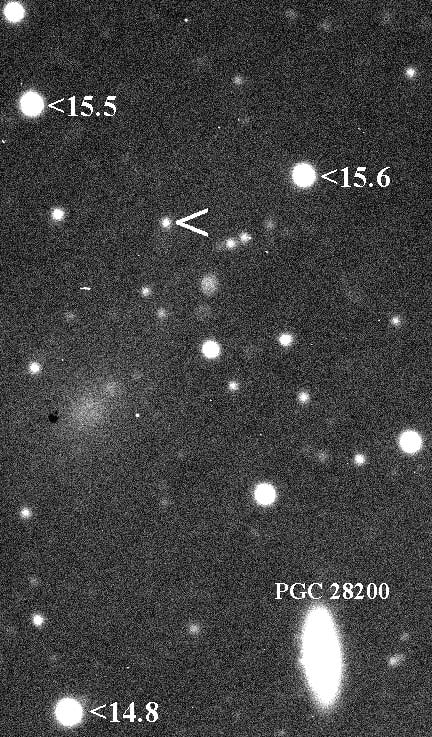
Photographie avec une pose longue d'Orcus en 2009 à une magnitude de 19,2.

La magnitude d'Orcus est de 19,1 pour une magnitude absolue de 2,3 (comparables à celles du cubewano Quaoar, respectivement 19,3 et 2,6). La détection d'Orcus par le télescope spatial Spitzer dans l'infrarouge lointain en 2007, puis par le télescope spatial Herschel dans le submillimétrique en 2013 permettent d'estimer son diamètre à 958 ± 22,9 km. Orcus semble avoir un albédo d'environ 21 à 25 %, ce qui est typique des objets trans-neptuniens approchant les 1000 km de diamètre.
Les estimations de magnitude et de taille ont été faites sous l'hypothèse qu'Orcus est un objet singulier. La présence d'une lune relativement grosse, Vanth, peut les modifier considérablement. La magnitude absolue de Vanth est estimée à 4,88, ce qui signifie qu'elle est environ 11 fois plus faible qu'Orcus elle-même. Les mesures submillimétriques ALMA prises en 2016 révèlent que Vanth a une taille relativement grande de 475 km avec un albédo d'environ 8 % tandis que celui d'Orcus a une taille légèrement plus petite de 910 km. En utilisant une occultation stellaire par Vanth en 2017, le diamètre de Vanth a été déterminé à 442,5 ± 10,2 km. Michael E. Brown répertorie Orcus comme une planète naine avec une "quasi-certitude", tandis Gonzalo Tancredi conclut qu'elle en est une. Toutefois, l'UAI n'a jamais formellement reconnu Orcus comme telle.

### Masse et densité
Orcus et Vanth sont connus pour constituer un système binaire. La masse du système a été estimée à (6,348 ± 0,019) × 1020 kg, approximativement égale à celle de la lune de Saturne Téthys (6,175 × 1020 kg). La masse du système d'Orcus est d'environ 3,8 % de celle de Eris, la planète naine la plus massive connue (1,66 × 1022 kg),.
La répartition de cette masse entre Orcus et Vanth dépend de leurs densités relatives. Si celle de Vanth est de 0,8 g/cm3 (typique pour un objet transneptunien dans cette gamme de taille), cela représenterait environ 5 % de la masse d'Orcus ; s'il avait la même densité d'Orcus (donnant une densité au système de 1,53 g/cm3), alors ce serait environ 20 % de la masse d'Orcus. Le faible albédo de Vanth par rapport à Orcus suggère néanmoins que leurs compositions sont différentes et que la densité de Vanth est relativement faible. Ainsi, la masse d'Orcus est susceptible d'être proche de celle du système entier,.

### Couleur et spectres

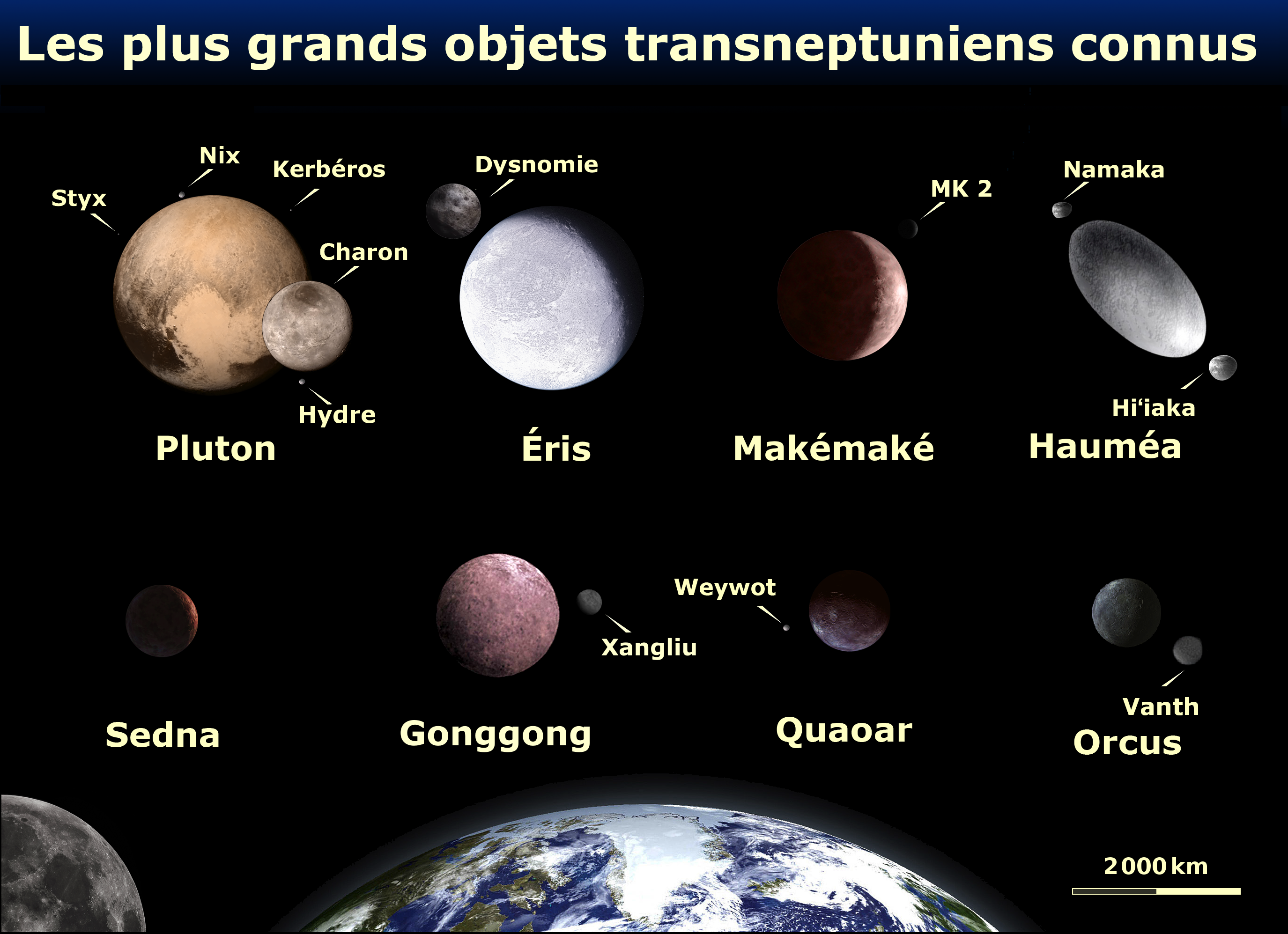
Orcus comparé aux autres transneptuniens.

Les premières observations spectroscopiques en 2004 révèlent que le spectre en lumière visible d'Orcus est relativement plat et sans relief — ce qui implique une couleur relativement neutre — tandis que, dans le proche infrarouge, le spectre présente de fortes bandes d'absortion caractéristiques de la glace d'eau à 1,5 et 2,0 μm. Le spectre visible neutre et les bandes d'absorption de l'eau indiquent qu'Orcus est différent des autres objets trans-neptuniens, qui ont généralement un spectre visible rouge et des spectres infrarouges souvent sans caractéristiques. D'autres observations en infrarouge réalisées en 2004 par l'Observatoire européen austral donnent des résultats cohérents avec un mélange de glace d'eau et de composés carbonés, tels que des tholins. En outre, les spectres infrarouge relevés avec l'observatoire Gemini confirment que les glaces d'eau et de méthane ne peuvent respectivement couvrir que 50 % et 30 % de la surface, ce qui signifie que la proportion de glace à la surface est inférieure à celle de Charon, mais similaire à celle de Triton (la plus grande lune de Neptune).
Plus tard, en 2008 et 2010, de nouvelles observations spectroscopiques infrarouges avec un rapport signal sur bruit plus élevé révèlent des caractéristiques spectrales supplémentaires,. Parmi elles se trouvent une bande d'absorption de glace d'eau profonde à 1,65 μm, qui est une preuve de l'existence de glace d'eau cristalline à la surface d'Orcus, et une nouvelle bande d'absorption à 2,22 μm. L'origine de cette dernière caractéristique n'est pas tout à fait claire. Elle peut être causée soit par de l'ammoniac ou de l'ammonium dissous dans la glace d'eau, soit par des glaces de méthane et d'éthane. La modélisation du transfert radiatif montre qu'un mélange de glace d'eau, de tholins (comme agent assombrissant), de glace d'éthane et d'ion ammonium (NH4+) fournit la meilleure correspondance avec les spectres, alors qu'une combinaison de glace d'eau, de tholins, de glace de méthane et de l'hydrate d'ammoniac donne un résultat légèrement inférieur. D'autre part, un mélange composé uniquement d'hydrate d'ammoniac, de tholins et de glace à l'eau ne fournit pas une correspondance satisfaisante. Ainsi, les seuls composés identifiés de manière fiable à la surface d'Orcus sont la glace d'eau cristalline et, éventuellement, les tholins sombres. Une identification précise de l'ammoniac, du méthane et d'autres hydrocarbures nécessite de meilleurs spectres infrarouges.
Orcus se situe au seuil des objets trans-neptuniens suffisamment massifs pour retenir les substances volatiles telles que le méthane à sa surface. Le spectre de réflectance d'Orcus montre les bandes d'absorption de glace d'eau les plus profondes de tous les objets de la ceinture de Kuiper qui ne sont pas associés à la famille de Hauméa, la famille collisionnelle à laquelle appartient la planète naine Hauméa. Les grands satellites glacés d'Uranus ont par ailleurs des spectres infrarouges assez proches de celui d'Orcus. Parmi les autres objets trans-neptuniens, le grand plutino Achlys et la lune de Pluton Charon ont tous deux des spectres de surface similaires à ceux d'Orcus, avec des spectres visibles plats et sans relief et des bandes d'absorption de glace d'eau modérément fortes dans le proche infrarouge,.

### Cryovolcanisme
La glace d'eau cristalisée à la surface des objets transneptunienne devrait être totalement rendue amorphe par les radiations du Soleil et le rayonnement cosmique en une dizaine de millions d'années, d'après des études sur la glace d'eau cristalline soumise aux niveaux d’irradiation attendus sur un objet transneptunien (TNO) à 40 UA. La bande d'absorption à 1,65 µm sur Orcus, indicatrice non-ambiguë de glace d’eau cristalline, est large et profonde (12 %), similairement à celles de Charon, Quaoar, Hauméa, et d'autres satellites glacés de planètes géantes. Ainsi, la présence détectée de glace d'eau cristalisée et potentiellement de glace d'ammoniac à la surface d'Orcus pourrait indiquer l'existence d'un mécanisme de renouvellement de surface, via des collisions (cause externe) ou de l'activité géologique (cause interne). L'ammoniac n'a, pour l'instant, pas encore été détecté sur aucun objet transneptunien et aucun satellite glacé de planète géante, mis-à-part Miranda.
Un cryovolcanisme est proposé comme source la plus probable de renouvellement de la surface d'Orcus, celui-ci étant théoriquement possible pour des objets transneptuniens d'un diamètre supérieur à environ 1 000 km. Orcus pourrait ainsi avoir connu au moins un épisode de cryovolcanisme par le passé. Le type de volcanisme préféré aurait pu être le volcanisme aqueux explosif, entraîné par une dissolution explosive de méthane à partir de d'un mélange eau-ammoniac.

## Satellite

Orcus et Vanth photographiés par le télescope spatial Hubble en 2006.

Orcus possède au moins une lune connue, Vanth. Elle est découverte par Michael Brown et T.-A. Suer à l'aide d'images prises par le télescope spatial Hubble le 13 novembre 2005. La découverte est annoncée dans une circulaire de l'UAI publiée le 22 février 2007. Elle orbite autour d'Orcus sur une orbite presque circulaire (excentricité orbitale inférieure à 0,0036) et avec une période de révolution de 9,53 jours.
Une imagerie submillimétrique du système Orcus – Vanth en 2016 montre que Vanth a une taille relativement grande de 475 km, avec une incertitude de 75 km, mais l'objet est trop proche d'Orcus pour qu'il soit possible de déterminer la composition de sa surface. Cette estimation pour Vanth est en bon accord avec la taille d'environ 442,5 km dérivant de la mesure faite pendant une occultation en 2017.
Comme Charon par rapport à Pluton, Vanth est relativement grande par rapport à Orcus ; c'est une autre raison, après la similarité des orbites, pour caractériser Orcus comme « l'anti-Pluton » et Michael Brown soupçonne aussi que, comme le système Pluton-Charon, Orcus et son satellite fonctionnent en système binaire. Si Orcus est classée comme une planète naine, Vanth serait la troisième plus grande lune de planète naine connue, après Charon et Dysnomie. Le rapport des masses d'Orcus et de Vanth est incertain, allant de 1:33 à 1:12.